# Кольно (Вармінсько-Мазурське воєводство)
Кольно (пол. Kolno, нім. Groß Köllen) — село в Польщі, у гміні Кольно Ольштинського повіту Вармінсько-Мазурського воєводства.
Населення — 547 осіб (2011).

## Демографія
Демографічна структура станом на 31 березня 2011 року:
|          | Загалом | Допрацездатний вік | Працездатний вік | Постпрацездатний вік |
| -------- | ------- | ------------------ | ---------------- | -------------------- |
| Чоловіки | 275     | 43                 | 199              | 33                   |
| Жінки    | 272     | 50                 | 160              | 62                   |
| Разом    | 547     | 93                 | 359              | 95                   |